# Cratere Vishniac
Vishniac  è un cratere sulla superficie di Marte.